# Jesse Stone: Ohne Reue
Jesse Stone: Ohne Reue ist die sechste Episode der bislang neunteiligen Fernsehfilmreihe Jesse Stone.

## Handlung (Zusammenfassung)
Jesse Stone wurde in der fünften Episode vom Dienst als Polizeichef suspendiert und bislang nicht ersetzt, was seinem Alkoholproblem nicht förderlich ist. Luther Simpson ist in seiner neuen Funktion als provisorischer Polizeichef überfordert, aber überraschenderweise nicht durch Stadtrat Hansons Schwiegersohn ersetzt worden. Rose Gammon und Luther sorgen sich um ihren Chef, zu dem ihnen der Kontakt untersagt wurde. Captain Healy stellt Jesse Stone als Berater der Bostoner Polizei ein, als diese drei bizzare Morde aufklären muss, für die weder ein Motiv noch Zeugen zu finden sind. Seiner Bullen-Intuition folgend, führen Stones Ermittlungen zu Gino Fishs Assistenten Alan Garner, wenn ihm auch unklar ist, was dessen Motiv sein könnte. Alan hatte vor seiner Tätigkeit als „Assistent“ im Box-Promoting Kriminalpsychologie studiert, fühlte sich durch einen neuen „Schützling“ von Gino Fish zurückgestellt, und plante durch zwei „sinnlose Folgemorde“ vom Mord an seinem „Konkurrenten“ abzulenken. Stone gelingt es, Gino Fish gegen seinen Mitarbeiter aufzubringen, stellt Garner zwar eine Falle, aber bevor er ihn überführen kann, wird der Psychopath Opfer eines tödlichen „Autounfalls“.
Parallel dazu haben Rose Gammon und Luther Simpson mehrere ungeklärte bewaffnete Überfälle aufzuklären, bei denen sie Jesse durch Rat zu unterstützen versucht – der Kontakt mit Stone ist ihnen zwar vom Stadtrat untersagt, aber wie immer sind sie unterbesetzt. Rose und Luther können die Täter im Lebensmittelgeschäft, wo Stones Schutzbefohlene Emily arbeitet, mit seiner Hilfe stellen. Es kristallisiert sich heraus, dass der „schlechte“ Einfluss ihres suspendierten Vorgesetzten auf sie abgefärbt hat, und auch die Entlassung der Deputies nur eine Frage der Zeit ist.
In der Nebenhandlung steht Jesse Stone wieder mit seiner Ehefrau in telefonischem Kontakt, wenn auch deutlich reduziert; seine Therapie bei Dr. Dix macht demzufolge keine Fortschritte, und dieser vergleicht Jesses Beziehungen mit der mit seinem Hund Reggie. Die Avancen von Hastys Ehefrau Cissy weist Jesse Stone einmal mehr zurück, da er diesen als seinen Freund betrachtet, und Hasty nach seiner Entlassung in Paradise als Autoverkäufer arbeitet. In Rose Gammons Ehe zeichnen sich ernste Probleme ab, die sie Jesse anvertraut.
In der Schlussszene erscheint Jesse zu einer Anhörung im Stadthaus von Paradise – verspätet, nachdem er die Beerdigung von Garners letztem Mordopfer besucht hat – im Bewusstsein, dass diese eine reine Formsache und seine weitere Suspendierung vom Dienst durch den Stadtrat bereits beschlossen ist... Rose und Luther sitzen im Hintergrund.

## Ausstrahlung
Die Original-Erstausstrahlung des Fernsehfilms erfolgte im Mai 2010 auf dem amerikanischen Fernsehsender CBS. Im deutschsprachigen Fernsehen war der Film erstmals 2012 zu sehen. Bei den Wiederholungen auf verschiedenen deutschsprachigen Fernsehsendern wird Ohne Reue üblicherweise als chronologisch sechster Film ausgestrahlt.

## Hintergrund
Die Handlung des sechsten Films der Reihe ist zwischen Dünnes Eis und Verlorene Unschuld angesiedelt. Molly Crane, D’Angelo und Dr. Perkins haben in dieser Episode nur eine Nebenrolle respektive treten nicht in Erscheinung.
Nach seiner Scheidung und seiner Entlassung wegen Trunkenheit im Dienst beim Morddezernat des Los Angeles Police Departments findet Jesse Stone seine für ihn letzte Anstellung als Polizeichef in Paradise, Massachusetts, einem kleinen und scheinbar ruhigen Hafenstädtchen in Neuengland, unweit von Boston. Trotz seiner Alkoholprobleme wird er vom Stadtrat zum neuen Polizeichef (Chief) gewählt. Allerdings stellt sich schnell heraus, dass das Leben in Paradise keineswegs so himmlisch und gewaltfrei ist wie Jesse Stone gehofft hat, zudem die Mehrheit des Stadtrats sich vom 'Geschäftsmann' und ehemaligen Bankier Hastings „Hasty“ Hathaway zur Wahl von Stone überreden ließ, weil er ihn mag. Jesse Stone ist Vorgesetzter eines kleinen Teams: Molly Crane, später Rose Gammon, und Luther „Suitcase“ Simpson, die schnell ihr Misstrauen gegen den vermeintlich sturen aber jovialen Alkoholiker überwinden und Freunde werden, sowie Anthony D’Angelo, der damit gerechnet hatte, zum Polizeichef ernannt zu werden. Der Stadtrat versucht sich immer wieder in die Arbeit seines neuen Polizeichefs einzumischen, sodass das Verhältnis von Anfang an sehr angespannt ist und sich erst mit der achten und letzten Folge der Fernsehfilmreihe stabilisiert.
Captain Healy, der Leiter des Morddezernats des Staates Massachusetts wird ein Freund des Polizeichefs, ebenso Dr. Dix, Psychiater und ehemaliger Polizist mit Alkoholproblemen, und Dr. Perkins, ein Kinderarzt wurde von Jesse Stone zum örtlichen Gerichtsmediziner ernannt. Weitere wiederkehrende und in die Handlungsstränge integrierte Charakter sind Jesse Stones Exfrau Jenn, mit der er telefonisch in Kontakt geblieben ist, der zwielichtige Geschäftsmann Gino Fish, und Schwester Mary John, eine Nonne, die sich für junge Frauen engagiert und eine Liste mit guten und schlechten Menschen führt.
Die Handlung der neun zwischen 2005 und 2015 realisierten Spielfilme folgt teilweise nur sehr lose den Romanen von Robert B. Parker; für September 2015 ist die Veröffentlichung von Jesse Stone: Lost in Paradise geplant.

## Rezeption
„Die […] Folge überzeugt mit realitätsnahen Figuren und einem plausiblen Drehbuch.“

„Schneller und auch etwas härter erzählt als seine Vorgänger, ist der jüngste "Jesse Stone"-Auftritt der vorläufige Abschluss der Reihe.“

## Produktion
Produziert vom amerikanischen Fernsehsender CBS, wurde Ohne Reue an Drehorten in Halifax im kanadischen Nova Scotia realisiert.